# 山田修 (教育者)
山田 修（やまだ おさむ、1921年 - 2017年）は、日本の教育者、教育評論家。帝国陸軍軍人。
群馬県多野郡藤岡町（現：藤岡市）出身。養蚕農家の二男として生まれる。 尋常高等小学校卒業後、高津仲次郎の設立した多野実業公民学校に入学し、農業や養蚕を学ぶも1年で中退、熊谷陸軍飛行学校に入り、1938年より上海に戦う。1947年復員。1948年から72年まで、群馬県多野郡上野村立上野東小学校野栗沢分校の代用教員。生徒の詩を集めるほか文筆活動を行った。

## 編著書
- 『すりばち学校』六興出版部 1959　教育報道社 1983
- 『すりばち学校の子供たち』平山利男撮影 編 「すりばち学校の子供たち」の会 1968　あすなろ書房、1970
- 『きご先生とすりばち学校 谷間の分校の二十一年』編 あすなろ書房 1970
- 『すりばち学校の22年 きご先生・谷間からのレポート』あすなろ書房 1970
- 『すりばち学校の24年 山の分校よさようなら』あすなろ書房 1972
- 『教育に定型はない きご先生と山の子どもたち』文化出版局 よつば新書 1976
- 『山あいの声 きご先生の直言集』教育報道新聞社 教報ブックス 1978
- 『どんじり先生 谷間の分校物語』教育報道社 教報ブックス 1980
- 『さまざまな出会い』教育報道社 教報ブックス 1982
- 『クロちゃんとどんじり先生』前沢栄子画 教育報道社 教報ブックス　1986
- 『きご先生の石垣教育』教育報道社 教報ブックス　1987